# Far de Formentor
Der Far de Formentor (katalanisch) oder Faro de Formentor (spanisch) ist ein Leuchtturm auf dem gleichnamigen Cap de Formentor, dem nordöstlichsten Punkt der Halbinsel und dem nördlichsten Punkt der Insel Mallorca. Der Leuchtturm gilt als Sehenswürdigkeit und touristischer Anziehungspunkt der Insel. Er ist zudem einer von 13 sich in Betrieb befindlichen Leuchttürmen Mallorcas. Die Kennung ist eine Gruppe von vier weißen Blitzen mit einer Wiederkehr von 20 Sekunden.

## Lage und Beschreibung

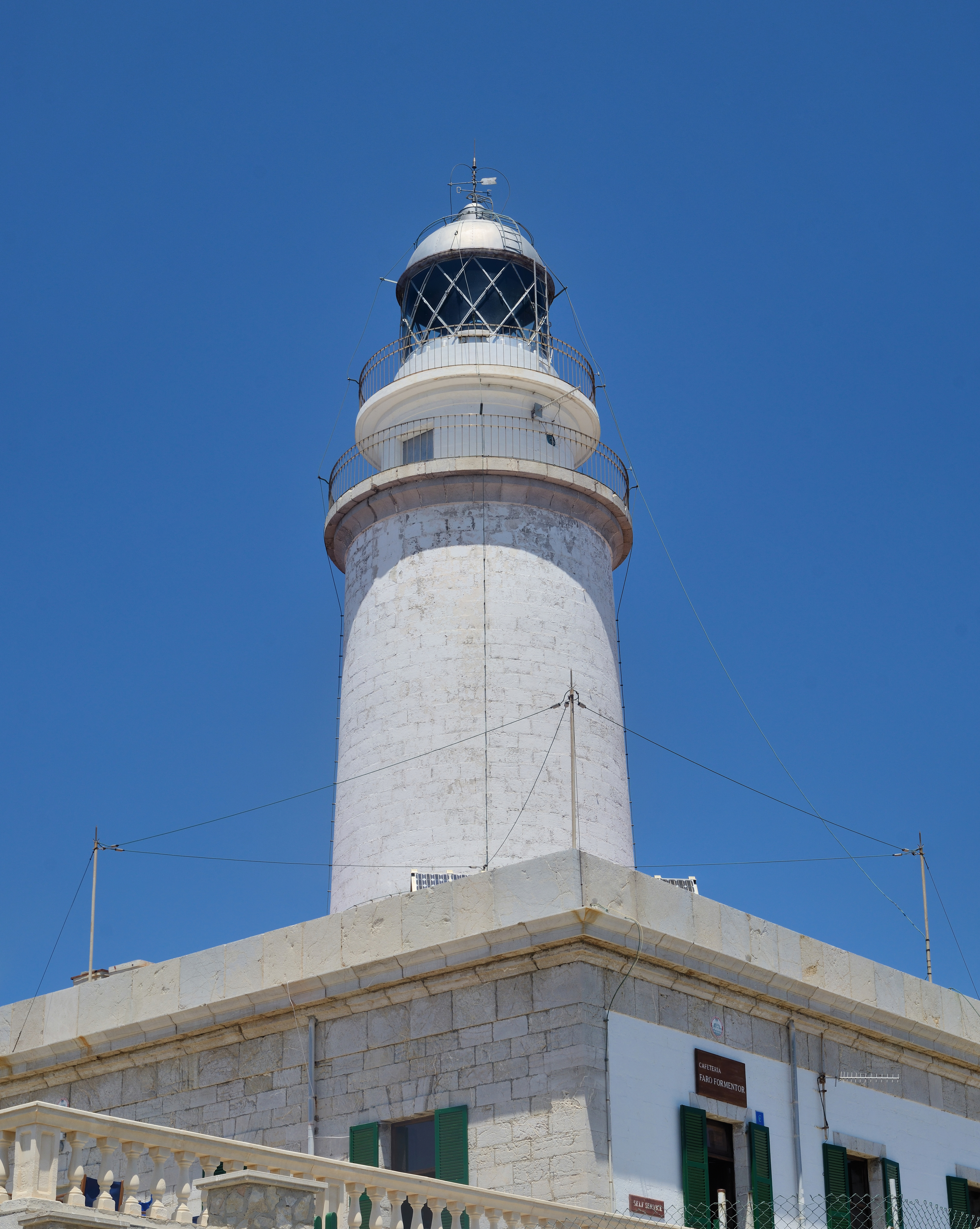
Nahansicht

Der Leuchtturm am Cap de Formentor befindet sich am Ende der serpentinenreichen Stichstraße (Ma-2210), die vom knapp 20 Kilometer entfernten Port de Pollença durch die Halbinsel Formentor führt. Der Turm steht auf einer erhöhten Steilwand auf 167 Meter über dem Meeresspiegel. Der Standort des Leuchtturms ermöglicht an klaren Tagen eine Sicht bis zur 40 Kilometer entfernten, östlichen Nachbarinsel Menorca.
Der Leuchtturm wurde auf der planierten Kuppe auf einem rechteckigen Basishaus errichtet. Das Basishaus wird von einer umlaufenden Terrasse und mehreren Treppenzugängen gesäumt. Davor befindet sich ein Platz mit begrenzten Parkmöglichkeiten. Nördlich vom Basishaus befinden sich weitere Nebengebäude. Der weiße zylindrische Turmschaft verjüngt sich nach oben hin und weist zwei übereinander befindliche umlaufende Balkone auf. Die Spitze bildet die Laterne mit einer metallenen Kuppel, die über eine Leiter zu Wartungszwecken bestiegen werden kann. Auf der Kuppel befindet sich ein Wetterhahn. Die Brennebene des Leuchtturms ist die höchste der Balearen.
Die ARLHS-Kennung lautet BAL-023, national wird er unter der Nummer ES-32900 geführt, international unter E0296.

## Geschichte
Nach erfolgtem Baubeschluss von 1860 benötigten rund 200 Arbeiter unter schwierigen Bedingungen 2,5 Jahre zur Errichtung des Leuchtturms auf dem unwegsamen Kap. Erst der italienische Straßenbauingenieur Antonio Paretti hatte mit einer Straße das Gebiet erschlossen – diese wurde später jedoch durch eine teilweise stark abweichende Trassenführung ersetzt. Das Material wurde aus dem Steinbruch von La Puebla gewonnen und, wenn der Seegang es zuließ, von Alcúdia aus zur Baustelle befördert. Mittels einer von 40 Männern betriebenen Seilwinde wurde das Baumaterial auf über 160 Meter gehievt. Seeseitig ist der Leuchtturm über 272 in die Felskluft Moll de Patronet gehauene Stufen erschlossen. Die Baukosten des Leuchtturms beliefen sich auf über 1,3 Millionen Real. Die widrigen Bedingungen führten dazu, dass der damalige Bischof von Mallorca eine Bewilligung zur Sonntagsarbeit erteilte. Zum Ausgleich der Mehrarbeit wurde ein provisorisch errichteter Altar an der Baustelle für die Arbeiter errichtet, damit diese die Heilige Messe vor Ort feiern konnten.
Der vom spanischen Ingenieur Emili Pou y Bonet erbaute Leuchtturm am Cap de Formentor wurde am 30. April 1863 in Betrieb genommen und verwendete ursprünglich ein System aus Spiegellinsenobjektiven, das ein permanentes Licht mit verlängernden Blitzen alle 30 Sekunden emittierte. Als Brennmittel verwendete man ursprünglich Olivenöl, das man später durch Paraffin ersetzte. 1927 wurde eine neue Linse mit einem neuen Rotationsmechanismus eingesetzt. Der alte wurde im Leuchtturm von La Mola auf Formentera 1928 weiterverwendet. Das Richtfeuer sendete fortan vier Blitze aus. 1971 wurden erneut die Laterne und die Linsen ersetzt.
Im Jahr 1962 wurde der Leuchtturm elektrifiziert. Allerdings setzten wiederholte Blitzeinschläge an der Stromleitung die Anlage mehrfach außer Betrieb, so dass man sich schlussendlich zu einem Betrieb mit zwei Generatoren entschied. Mittlerweile wird der Leuchtturm durch selbst generierten Solarstrom versorgt und ferngesteuert betrieben. Das Basishaus wurde zu einem Restaurationsbetrieb umgebaut und dient Touristen und Besuchern zur Einkehr.